# Kirgizi
Kirgizi so turški narod, ki živi v Kirgiziji. Govorijo kirgiščino, katera spada med turške jezike.